# Joe Hill (filme)
Joe Hill é um filme de drama sueco de 1971 dirigido e escrito por Bo Widerberg. Estrelado por Thommy Berggren, venceu o Prêmio do Júri do Festival de Cannes.

## Elenco
- Thommy Berggren - Joe Hill
- Anja Schmidt - Lucia
- Kelvin Malave - "Fox"
- Evert Anderson - Blackie
- Cathy Smithas - Cathy
- Hasse Persson - Paul
- David Moritz - David